# مدکی دهاریوال
مدکی دهاریوال (به انگلیسی: Mudke Dhariwal) یک منطقهٔ مسکونی در پاکستان است که در ناحیه قصور واقع شده‌است.